# Хенниг, Вилли
Вилли Хенниг (нем. Willi Hennig; 20 апреля 1913, Дюрхеннерсдорф, Саксония — 5 ноября 1976, Людвигсбург, Баден-Вюртемберг) — немецкий энтомолог (диптеролог), создатель кладистики. На его идеях, изложенных в работах 1950—1960-х годов, основан кладистический анализ — основа большинства принятых в настоящее время биологических классификаций.
Профессор Немецкого энтомологического института в Берлине, затем руководитель Отдела филогенетических исследований Национального музея естественной истории в Штутгарте, член многих национальных академий и научных обществ.
В честь В. Хеннига назван новый для науки вымерший вид Hyptia hennigi (Evaniidae).

## Научные работы
- 1966a. Phylogenetic systematics / transl. from Germ. by D.D. Davis and R. Zangerl. — Urbana : Univ. Illinois Press. — 263 p.
- 1969. Die Stammesgeschichte der Insekten. — Frankfurt am Main : Waldemar Kramer. — 436 S.
- 1974. Cladistic analysis or cladistic classification? A reply to Ernst Mayr.//Syst. Zool. 24, 244—256[6]